# Jiří Valík
Jiří Valík (Checoslovaquia, 25 de julio de 1966) es una atleta checoslovaco retirado especializado en la prueba de 60 m, en la que consiguió ser medallista de bronce europeo en pista cubierta en 1990.

## Carrera deportiva
En el Campeonato Europeo de Atletismo en Pista Cubierta de 1990 ganó la medalla de bronce en los 60 metros, con un tiempo de 6.63 segundos, tras el británico Linford Christie y el italiano Pierfrancesco Pavoni.